# The Evil Dead (franquicia)
The Evil Dead es una franquicia de películas de terror y comedia creada por Sam Raimi que consiste en cinco películas y una serie. Las dos primeras películas giran en torno al Necronomicón Ex-Mortis, un antiguo texto sumerio, que causa estragos a un grupo de habitantes de una cabaña en una zona boscosa de Tennessee, Estados Unidos. El protagonista, Ashley J. Ash Williams (Bruce Campbell) y su interés romántico Linda, interpretada por 3 actrices diferentes, son los únicos personajes que aparecen en todas las entregas de la trilogía original. Dicha trilogía incluye The Evil Dead (1981), Evil Dead II 1987) y Army of Darkness (1992), todas escritas y dirigidas por Raimi, producidas por Robert Tapert y protagonizadas por Campbell. La franquicia ha sido expandida en otros formatos, como  videojuegos y cómics, y un musical hecho en Toronto que contiene material de las tres películas.
La franquicia fue resucitada en 2013 con Evil Dead, como un remake y una vaga continuación de la serie dirigida por Federico Álvarez y producida por Raimi, Campbell y Tapert. Raimi dijo que otras tres entregas de la franquicia están siendo consideradas: una secuela del remake de 2013 por ahora titulada Evil Dead II y dirigida nuevamente por Álvarez, una secuela directa de la trilogía original por ahora titulada Army of Darkness II dirigida y protagonizada por Campbell, y una séptima y final película que fusionaría los relatos de ambas cronologías.

## Desarrollo

### Within the Woods
En enero de 1978, Bruce Campbell era un expulsado de la universidad que acababa de renunciar a su trabajo como taxista. Sam Raimi estaba estudiando literatura en la Universidad Estatal de Míchigan con Robert Tapert terminando Ciencias Económicas. Mientras ponía los toques finales a It's Murder!, Tapert sugirió hacer un largometraje con Raimi. Él sintió que era imposible alegando que nunca podrían lograr terminarla. A Campbell no le importaba, afirmando que "Yo siempre podía volver a casa." Tapert temía terminar como pescador o cazador, mientras que Raimi tenía miedo de tener que volver a trabajar en la tienda de su padre. Esas fueron las principales razones que convencieron a los tres de llevar adelante el largometraje. Los tres fanes de la comedia, sin embargo, decidieron no hacer una película de este género, ya que consideraban que "un largometraje del Festivak del Asco simplemente no computaba." La idea de hacer una película de terror se planteó luego de que se inspiraran en una escena bien calificada de It's Murder!. Esto hizo que Raimi escribiera el cortometraje Clockwork. Los tres sintieron que el resultado final fue muy efectivo y representaba una nueva dirección que sus películas podrían tomar: la de una semi-exitosa película de terror.
Esto más adelante los llevaría a investigar películas de terror de bajo presupuesto en el teatro local drive-in. Las muchas películas que vieron fueron las "dos películas por dos dólares", dándole la oportunidad de documentar el comportamiento de lo que se convertiría en su principal audiencia. Campbell citó, "el mensaje era muy claro... mantener el ritmo rápido y furioso, y una vez que comienza el terror, nunca aflojar. 'Cuanto más sangriento, mejor' se convirtió en nuestra principal directiva." Entre las películas vistas, están Massacre at Central High y Revenge of the Cheerleaders. La idea de hacer un "prototipo" fue encargada, para demostrar no solo para ellos mismos sino también a los posibles inversores, que ellos eran capaces de hacer un largometraje de terror. El mismo año, en el estado de Míchigan, Raimi había estado estudiando a H. P. Lovecraft y quedó muy impresionado con el Necronomicón, o simplemente El libro de los muertos. A partir de estos ásperos conceptos, él inventó una historia donde un grupo de cuatro amigos sin querer desentierran un cementerio indio y liberan terribles espíritus y demonios. En la primavera de 1978, la filmación de Within the Woods comenzó un fin de semana de tres días, con un presupuesto de 1600 dólares.
Within the Woods, además de servir como prototipo, había impresionado a los cineastas. Para ser una estrategia de marketing que se organizó en su antigua escuela secundaria, tuvo una respuesta positiva.

### Financiación
El rodaje fue encargado por primera vez para el verano de 1979 en Míchigan. Con el fin de organizar el presupuesto, Sam Raimi, Robert Tapert y Bruce Campbell compraron algunas publicaciones de la guía de "cómo hacer una película independiente". El presupuesto estaba originalmente centrado en 150.000 dólares mientras se grabe con una cámara Super-8. Sin embargo, debido a las dificultades técnicas, se decidió trasladarla a formato de 16 mm, ya que querían filmar el proyecto al estilo de las muchas películas de bajo presupuesto de la década de 1970. Ya que tenían poca experiencia en la industria cinematográfica, los tres sintieron que debían comprar trajes de negocios y portafolios como un medio para convencer a los inversores de que ellos "tenían todas las respuestas". Un hombre llamado Andy Grainger, quien era amigo de Tapert y propietario de una serie de salas de cine, fue el primer inversor principal. Él dijo: "Muchachos, no importa qué, solo mantengan la sangre corriendo." Como tributo a él, hay una escena en la película ya terminada en donde un viejo proyector de cine
proyecta sangre corriendo por la pantalla.
Lo más importante es que Grainger proporcionó el nombre de una distribuidora en Nueva York a la cual podían acercarse para una posible distribución. La compañía era Levitt-Pickman Films, quien recientemente se había hecho famoso por Groove Tube, protagonizada por un muy joven Chevy Chase. Los cineastas tomaron un tren, ya que sabían que ninguno de sus coches podría hacer un viaje de ida y vuelta por carretera. Una de las exnovias de Campbell llamada Andrea les permitió quedarse en su apartamento. El gato de Andrea se quedaba dormido en la cara de Raimi sin siquiera molestarlo, y Raimi, que es alérgico a los gatos, seguía con sus ojos hinchados completamente cerrados.

## Películas

### The Evil Dead(1981)
Estrenada en 1981, esta es la primera película de la serie. Introduce al protagonista de la saga, Ash Williams, al libro de los muertos y qué trae con él.

### Evil Dead II(1987)
Estrenada en 1987, este filme muestra los terroríficos temas de las transacciones de Ash con el Necronomicón y los demonios.

### Army of Darkness(1992)
Estrenada en 1992, esta es el tercer filme de la franquicia (y la última con Ash Williams como protagonista hasta ahora), llevándolo a Ash atrás en el tiempo a Inglaterra en el año 1300 d. C. La película tiene terroríficos atributos, pero está basada en comedia y acción.

### Evil Dead(2013)
Estrenada en 2013, es el cuarto filme de la franquicia, basada en la original y trata de unos chicos que van a una cabaña en Tennessee, y pronto descubren que una de sus amigas fue poseída por demonios que fueron liberados al leer el Necronomicón.

### Evil Dead Rise(2023)
La trama de la película sigue a dos distanciadas hermanas que tras haberse reunido se ven obligadas a confrontar a entidades demoniacas conocidas como Deadites.

### Futuro
En la premier de la película de 2013 en SXSW, Federico Álvarez anunció que una secuela está en planes.
Sam Raimi confirmó planes para escribir Army of Darkness II con su hermano.

## Otras películas

### Ash vs. Freddy vs. Jason
En el documental The Untold Saga of The Evil Dead Rob Trapert dice que New Line había dicho que querían hacer Ash vs. Freddy vs. Jason: "Pensamos en esto por un segundo, pero sabíamos que habríamos condenado a la franquicia haciéndolo, que no habría razón alguna para reunir a Bruce y Sam para 'Evil Dead IV' o lo que sea ni habría otra razón para regresar y reinventar la original 'Evil Dead' con un nuevo cineasta". Una serie de cómics fue producida basada en este concepto.

### Secuelas no oficiales
En Italia, The Evil Dead fue estrenada bajo el título La casa (The  House), y Evil Dead II se convirtió en La casa II. Estas fueron seguidas por tres películas no relacionadas: La casa III - Ghosthouse (1988), de Umberto Lenzi; La casa IV - Witchery (1989) de Fabrizio Laurenti; y La casa V - Beyond Darkness (1990), de Claudio Fragasso. Esto es similar a lo que ocurrió en la serie Living Dead, de George A. Romero, empezando con Zombi II (1979). House II: The Second Story (1987) y The Horror Show (1989) fueron tituladas La casa VI y La casa VII respectivamente en su versión italiana.
Awards Pictures, una empresa que intentó iniciar una nueva línea de películas de la serie en 2004, anunció, en mayo de 2012, tener planes de rodar Evil Dead IV, que no tenía nada que ver con las películas originales. Debido a esto, Sam Raimi demandó a Awards Pictures en un intento de evitar la realización de dicha película, ya que tenía planes de, algún día, filmar Evil Dead IV él mismo.[cita requerida] En agosto de 2012, el Juez del Distrito de Estados Unidos, Dale  Fischer, formuló una sentencia judicial que "privaba permanentemente" a Awards Pictures del uso de los nombres Evil Dead, Evil Dead: Genesis of Necronomicon Evil Dead: Genesis of Necronomicon - Part 2 o Evil Dead: Consequences como título o una parte de un título de una película, programa de televisión, videojuego, juego, libro o cualquier otra forma de entretenimiento proporcionada por cualquier medio.
The Cabin in the Woods también cuenta con muchas referencias a la película e incluso cunta Deadites y los árboles poseídos, aunque esto se considera más una referencia que una secuela directa.

### Secuelas indirectas
Bruce Campbell dirigió y protagonizó una película llamada My Name Is Bruce. No continúa la historia de Army of Darkness, pero es una representación ficticia de Bruce viviendo su vida cotidiana en la que erróneamente se cree que es tan heroico como el personaje de Ash Williams y es contratado para pelear con un espíritu antiguo. La película fue lanzada en un número limitado de cines el 6 de octubre de 2008 y fue estrenado en DVD y Blu-Ray el 10 de febrero de 2009.

## Reparto y personajes
| Personajes          | Películas       | Películas       | Películas        | Películas              |
| Personajes          | The Evil Dead   | Evil Dead II    | Army of Darkness | Evil Dead (remake)     |
| ------------------- | --------------- | --------------- | ---------------- | ---------------------- |
| Ash Williams        | Bruce Campbell  | Bruce Campbell  | Bruce Campbell   | Bruce Campbell (cameo) |
| Mia                 |                 |                 |                  | Jane Levy              |
| Linda               | Betsy Baker     | Denise Bixler   | Bridget Fonda    |                        |
| Cheryl Williams     | Ellen Sandweiss |                 |                  | Ellen Sandweiss (voz)  |
| Profesor Knowby     | Bob Dorian      | John Peaks      |                  | Bob Dorian (voz)       |
| Scotty              | Hal Delrich     |                 |                  |                        |
| Shelly              | Sarah York      |                 |                  |                        |
| Annie Knowby        |                 | Sarah Berry     |                  |                        |
| Jake                |                 | Dan Hicks       |                  |                        |
| Bobby Joe           |                 | Kassie DePaiva  |                  |                        |
| Profesor Ed Getley  |                 | Richard Domeier |                  |                        |
| Henrietta Knowby    |                 | Lou Hancock     |                  |                        |
| Sheila              |                 |                 | Embeth Davidtz   |                        |
| Lord Arthur         |                 |                 | Marcus Gilbert   |                        |
| Sabio               |                 |                 | Ian Abercrombie  |                        |
| Duque Henry the Red |                 |                 | Richard Grove    |                        |
| David               |                 |                 |                  | Shiloh Fernández       |
| Eric                |                 |                 |                  | Lou Taylor Pucci       |
| Olivia              |                 |                 |                  | Jessica Lucas          |
| Natalie             |                 |                 |                  | Elizabeth Blackmore    |
| Mia poseída         |                 |                 |                  | Randal Wilson          |
| El Demonio (voz)    |                 |                 |                  | Rupert Degas           |

## Videojuegos
Existen seis videojuegos de la saga The Evil Dead:
- The Evil Dead (1984) para Commodore 64 y ZX Spectrum.
- Evil Dead: Hail to the King (2000) para PlayStation, Dreamcast y PC.
- Evil Dead: A Fistbull of Boomstick (2003) para PlayStation 2 y Xbox.
- Evil Dead: Regeneration (2005) para PlayStation 2, Xbox y PC.
- Army of Darkness: Defense (2011) para iOS y Android.
- Evil Dead: The Game (2011) para iOS.
- Broforce (2013) para PC.

Ash Williams también aparece como un personaje no disponible en el videojuego Poker Night 2 de Telltale Games.
Personaje jugable en Dead by daylight PC , PS4 , XBOX ONE

## Cómics

### Dark Horse Comics
En 1992, Dark Horse Comics produjo una adaptación en miniserie de Army of Darkness, adaptada e ilustrada por John Bolton. Un Trade paperback de la serie fue publicado por Dynamite Entertainment el 25 de septiembre de 2006.
In 2008, Dark Horse re-visitó la franquicia con una adaptación de cuatro temas de The Evil Dead, escritas por Mark Verheiden y nuevamente ilustradas por John Bolton.

### Dynamite Entertainment
En 2004, Dynamite Entertainment adquirió la licencia para publicar títulos basados en Army of Darkness y, en conjunto con Devil's Due Publishing, publicó la miniserie de cómics Army of Darkness: Ashes 2 Ashes. Una segunda miniserie, Stop Till You Drop Dead fue hecha en 2005. Más tarde ese mismo año, Dynamite se separó de Devil's Due y empezó a enfocarse en títulos publicados por ellos mismos, como la franquicia Army of Darkness. Esto incluía una serie regular que empezó en 2005 en la que Ash luchó con otros íconos del terror, como Herbert West y Drácula. La serie tuvo trece números antes de ser reiniciada con un segundo volumen en 2007. La segunda serie tuvo veintisiete números antes de llegar a su fin. A través de los años, también ha habido varios especiales de un solo episodio, así como cruces con una amplia variedad de personajes, tales como Marvel Zombies, Darkman, Freddy Krueger, Jason Voorhees, Xena, Danger Girl y hasta Barack Obama.

## Musical
El equipo productivo de George Reinblatt, Christopher Bond y Frank Cipolla recientemente ha creado una obra Off Broadway basada en la serie de películas. Esta obra neoyorkina fue dirigida por Bond y Hinton Battle, quien también coreografió el show. Ryan Ward personificó a Ash. Vinculando la trama de la película de terror de un grupo de amigos que visitan una cabaña y desatan el mal, las funciones no empezaron hasta las 11 p. m. los viernes y sábados. Los avances comenzaron el 1 de octubre y el espectáculo abrió el 1 de noviembre en el New World Stages. Fue anunciado en 31 de enero de 2007 que Evil Dead cerraría el 17 de febrero de 2007. Los productores de Toronto anunciaron una nueva producción torontoniana del show, también protagonizada por Ryan Ward, en el Diesel Playhouse. La nueva producción comenzó el 1 de mayo de 2007 y terminó el 8 de septiembre de 2007.[¿cuándo?]

## Recepción
| Película         | Rotten Tomatoes   | Rotten Tomatoes      | Rotten Tomatoes     | Metacritic      | CinemaScore | IMDb                | FilmAffinity       |
| Película         | Crítica           | Críticos importantes | Audiencia           | Metacritic      | CinemaScore | IMDb                | FilmAffinity       |
| ---------------- | ----------------- | -------------------- | ------------------- | --------------- | ----------- | ------------------- | ------------------ |
| The Evil Dead    | 95% (64 reseñas)  | 100% (12 reseñas)    | 84% (100 000 votos) | 70 (10 reseñas) | -           | 7.4 (212 045 votos) | 6.6 (21 918 votos) |
| Evil Dead II     | 95% (64 reseñas)  | 94% (16 reseñas)     | 89% (100 000 votos) | 69 (12 reseñas) | -           | 7.7 (166 490 votos) | 6.8 (15 002 votos) |
| Army of Darkness | 74% (50 reseñas)  | 33% (9 reseñas)      | 87% (100 000 votos) | 57 (18 reseñas) | -           | 7.4 (180 143 votos) | 6.7 (21 645 votos) |
| Evil Dead        | 63% (205 reseñas) | 60% (48 reseñas)     | 6% (50 000 votos)   | 57 (38 reseñas) | C+          | 6.5 (174 181 votos) | 5.8 (18 587 votos) |
| Total            | 82%               | 72%                  | 81%                 | 63              | C+          | 7.3                 | 6.5                |